# IAR-821
IAR-821 – rumuński samolot rolniczy.

## Historia
Samolot został zaprojektowany w 1967 r. w zakładach URMV-3 z Braszowie przez inżyniera Radu Manicatide. Oblotu prototypu dokonał w 1968 r. pilot doświadczalny Constantin Manolache. W samolocie zastosowano rozwiązania konstrukcyjne sprawiające, że w przypadku katastrofy energia zderzenia z ziemią była pochłaniana przez przednią cześć kadłuba. W 1968 r. wdrożono produkcję seryjną. Opracowano również dwuosobową wersję szkolną oznaczoną jako IAR-821B.
Maszyna była przeznaczona do rozsypywania lub rozpylania chemikaliów. Dodatkowo konstruktorzy przewidzieli możliwość wykorzystania go do odladzania dróg oraz przewozu poczty czy holowania szybowców. Na bazie IAR-821 opracowano wersję rozwojową, która została oznaczona jako IAR-822.

## Konstrukcja
Jednosilnikowy jednoosobowy samolot rolniczy w układzie dolnopłatu.
Skrzydło trójdzielne o profilu NACA 23014. Centropłat o konstrukcji metalowej, części skrajne drewnianej, zawierają zbiorniki paliwa. Kadłub o konstrukcji metalowej, za silnikiem był umieszczony zbiornik chemikaliów o pojemności 800 litrów lub 600 kg. Za nim znajduje się kabina pilota wzmocniona na wypadek kapotażu, osłonięta osłoną z pleksi. Podwozie trójpunktowe z kółkiem ogonowym. Silnik gwiazdowy AI-14MRF napędza dwułopatowe śmigło o średnicy 270 cm.